# Phan Bội Châu
Phan Bội Châu (chữ Hán: 潘佩珠; 1867 – 1940) là một danh sĩ và là nhà cách mạng Việt Nam, hoạt động trong thời kỳ Pháp thuộc.

## Tên gọi
Phan Bội Châu vốn tên là Phan Văn San (潘文珊). Vì chữ San trùng với tên húy của vua Duy Tân (Vĩnh San) nên phải đổi thành Phan Bội Châu. Hai chữ "Bội Châu" (佩珠) trong tên của ông lấy từ câu: "城中蛾眉女珠佩何珊珊 [Thành trung nga mi nữ châu bội hà san san]".
Ông có hiệu là Hải Thụ, về sau đổi là Sào Nam. Tên gọi Sào Nam (巢南) được lấy từ câu "越鳥巢南枝 [Việt điểu sào nam chi, nghĩa là Chim Việt làm tổ cành Nam]". Phan Bội Châu còn có nhiều biệt hiệu và bút danh khác như Thị Hán (是漢), Phan Giải San, Sào Nam Tử, Hạo Sinh, Hiếu Hán,...

## Thân thế
Phan Bội Châu sinh ngày 26 tháng 12 năm 1867 tại làng Đan Nhiễm, xã Xuân Hòa, huyện Nam Đàn, tỉnh Nghệ An.
Cha ông là Phan Văn Phổ, mẹ là Nguyễn Thị Nhàn. Ông nổi tiếng thông minh từ bé, năm 6 tuổi học 3 ngày thuộc hết Tam Tự Kinh, 7 tuổi ông đã đọc hiểu sách Luận Ngữ, 13 tuổi ông thi đỗ đầu huyện.
Thuở thiếu thời ông đã sớm có lòng yêu nước. Năm 17 tuổi, ông viết bài "Hịch Bình Tây Thu Bắc" đem dán ở cây đa đầu làng để hưởng ứng việc Bắc Kỳ khởi nghĩa kháng Pháp. Năm 19 tuổi (1885), ông cùng bạn là Trần Văn Lương lập đội "Sĩ tử Cần Vương" (hơn 60 người) chống Pháp, nhưng bị đối phương kéo tới khủng bố nên phải giải tán.
Gia cảnh khó khăn, ông đi dạy học kiếm sống và học thi. Khoa thi năm Đinh Dậu (1897) ông đã lọt vào trường nhì nhưng bạn ông là Trần Văn Lương đã cho vào tráp mấy cuốn sách nhưng ông không hề biết nên ông bị khép tội hoài hiệp văn tự (mang văn tự trong áo) nên bị kết án chung thân bất đắc ứng thí (suốt đời không được dự thi).
Sau cái án này, Phan Bội Châu vào Huế dạy học, do mến tài ông nên các quan đã xin vua Thành Thái xóa án. Nhờ vậy, ngay khoa thi hương tiếp theo, năm Canh Tý (1900), ông đã đậu đầu (Giải nguyên) ở trường thi Nghệ An.

## Hoạt động Cách mạng

### Lập Duy Tân hội, sang Nhật cầu viện
Bài chính: Duy Tân hội

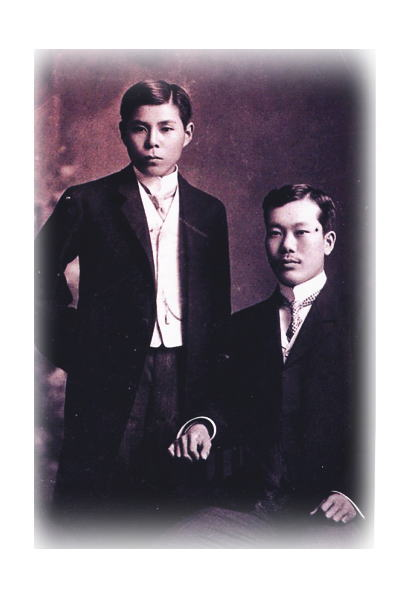
Phan Bội Châu (ngồi) và Cường Để tại Nhật Bản

Trong vòng 5 năm sau khi đỗ Giải nguyên, Phan Bội Châu bôn ba khắp nước Việt Nam kết giao với các nhà yêu nước như Phan Chu Trinh, Huỳnh Thúc Kháng, Trần Quý Cáp, Nguyễn Thượng Hiền, Nguyễn Hàm (tức Tiểu La Nguyễn Thành), Đặng Nguyên Cẩn, Ngô Đức Kế, Đặng Thái Thân, Hồ Sĩ Kiện, Lê Huân, Nguyễn Quyền, Võ Hoành, Lê Đại,...
Phan Bội Châu đả kích việc thực dân Pháp cấm giảng dạy lịch sử Việt Nam mà thay vào đó là lịch sử Pháp, nhằm dụng ý xóa bỏ những ảnh hưởng của văn hóa truyền thống Việt Nam, truyền bá văn hóa Pháp nhằm đồng hóa người Việt; đồng thời đào tạo ra một tầng lớp công chức và chuyên viên phục vụ cho nền cai trị và công cuộc khai thác thuộc địa của Pháp. Năm 1905 Phan Bội Châu chỉ trích nền giáo dục của thực dân Pháp ở thuộc địa là "chỉ dạy người Việt viết văn Pháp, nói tiếng Pháp, tạm thời làm nô lệ cho Pháp".
Năm 1904 ông cùng Nguyễn Hàm và khoảng 20 đồng chí khác thành lập Duy Tân hội ở Quảng Nam để đánh đuổi Pháp, chọn Kỳ Ngoại hầu Cường Để - một người thuộc dòng dõi nhà Nguyễn - làm hội chủ.
Năm 1905 ông cùng Đặng Tử Kính và Tăng Bạt Hổ sang Trung Quốc rồi sang Nhật Bản, để cầu viện Nhật giúp Duy Tân hội đánh đuổi Pháp. Tại Nhật, ông gặp Lương Khải Siêu, một nhà cách mạng người Trung Quốc, và được khuyên là nên dùng thơ văn để thức tỉnh lòng yêu nước của nhân dân Việt Nam (nghe lời, Phan Bội Châu viết Việt Nam vong quốc sử). Lại nghe hai nhân vật quan trọng của Đảng Tiến Bộ đang cầm quyền ở Nhật Bản, là Ōkuma Shigenobu (Bá tước Ôi Trọng Tín) và Thủ tướng Inukai Tsuyoshi (Khuyển Dưỡng Nghị) khuyên là nên cổ động thanh niên ra nước ngoài học tập để sau này về giúp nước.
Tháng 6 năm 1905 Phan Bội Châu cùng Đặng Tử Kính mang theo một số sách Việt Nam vong quốc sử về nước. Tháng 8 năm 1905, tại Hà Tĩnh, ông và các đồng chí nòng cốt trong Duy Tân hội bàn bạc rồi đưa ra kế hoạch hành động, đó là:
- Nhanh chóng đưa Kỳ Ngoại hầu Cường Để ra nước ngoài.
- Lập các hội nông, hội buôn, hội học để tập hợp quần chúng và để có tài chánh cho hội.
- Chọn một số thanh niên thông minh hiếu học, chịu được gian khổ, đưa đi học ở nước ngoài.[8]

### Phát động phong trào Đông Du
Bài chính: Phong trào Đông Du

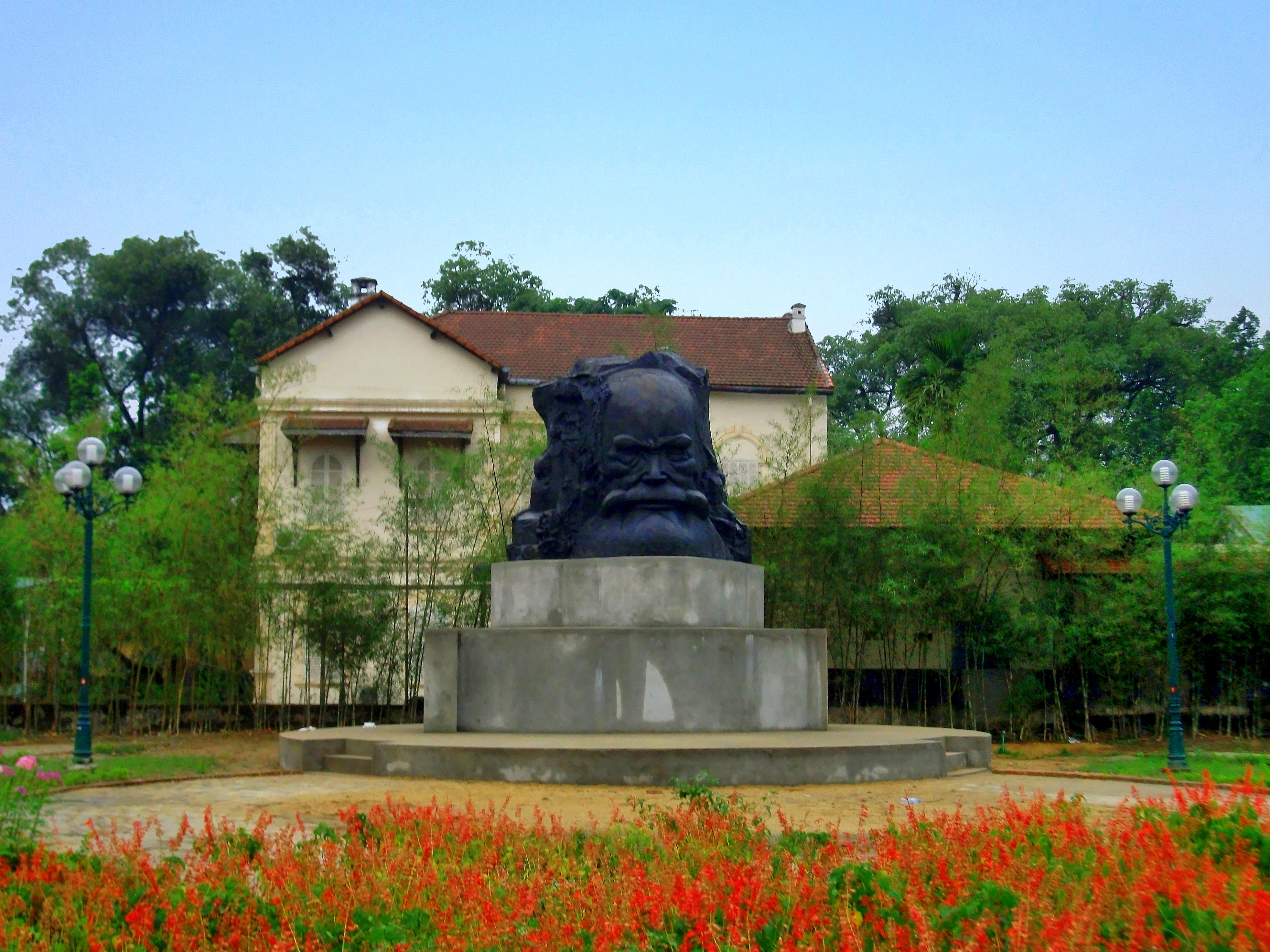
Tượng đồng Phan Bội Châu tại công viên số 19 Lê Lợi, bên cầu Trường Tiền, TP Huế (trước đây, tượng được đặt trong khuôn viên nhà lưu niệm ông)

Trong ba nhiệm vụ trên, thì nhiệm vụ thứ ba hết sức quan trọng và bí mật, nên Duy Tân hội đã cử Phan Bội Châu và Nguyễn Hàm tự định liệu. Sau đó, phong trào Đông Du được hai ông phát động, được đông đảo người dân ở cả ba kỳ tham gia và ủng hộ, nhất là ở Nam Kỳ.
Tháng 10 năm 1905, Phan Bội Châu trở lại Nhật Bản cùng với ba thanh niên, sau đó lại có thêm 45 người nữa. Năm 1906, Cường Để qua Nhật, được bố trí vào học trường Chấn Võ. Kể từ đó cho đến năm 1908, số học sinh sang Nhật Bản du học lên tới khoảng 200 người, sinh hoạt chung trong một tổ chức có quy củ gọi là Cống hiến hội...
Tháng 3 năm 1908, phong trào "cự sưu khất thuế" (tức phong trào chống sưu thuế Trung Kỳ) nổi lên rầm rộ ở Quảng Nam rồi nhanh chóng lan ra các tỉnh khác. Bị thực dân Pháp đưa quân đàn áp, nhiều hội viên trong phong trào Duy Tân và Duy Tân hội bị bắt, trong số đó có Nguyễn Hàm, một yếu nhân của hội.
Mất mát này chưa kịp khắc phục thì hai phái viên của hội là Hoàng Quang Thanh và Đặng Bỉnh Thành lại bị Pháp đón bắt được khi từ Nhật về Nam Kỳ nhận tiền quyên góp cho phong trào Đông Du.
Tiếp theo nữa là Pháp và Nhật vừa ký với nhau một hiệp ước (tháng 9 năm 1908), theo đó chính phủ Nhật ra lệnh trục xuất các du học sinh người Việt ra khỏi đất Nhật. Tháng 3 năm 1909, Cường Để và Phan Bội Châu cũng bị trục xuất. Đến đây, phong trào Đông Du mà Phan Bội Châu và các thành viên khác đã dày công xây dựng hoàn toàn tan rã, kết thúc một hoạt động quan trọng của hội.
Trong "cuộc bút đàm đẫm lệ" giữa Phan Bội Châu và Lương Khải Siêu là lời cảnh báo không nên "cầu viện" Nhật để giành độc lập vì theo Lương Khải Siêu, "Mưu ấy sợ không tốt. Quân Nhật đã một lần vào nước, quyết không lý gì đuổi nó ra được". Và đến năm 1909, do thỏa thuận giữa Nhật và Pháp, các du học sinh Việt Nam đồng loạt bị trục xuất khỏi nước Nhật. Điều này giải thích tại sao trong các tự thuật, hồi ức viết về sau như Ngục trung thư, Phan Bội Châu niên biểu, Phan Bội Châu đã không có chỗ nào nhắc đến tác phẩm Á tế Á ca, bài thơ từng hết lời ca ngợi Nhật Bản.
Lúc này, ở nhiều nơi trong nước, mọi hoạt động quyên góp tài chính và chuẩn bị vũ trang bạo động của Duy Tân hội cũng bị thực dân cho quân đến đàn áp dữ dội. Những người sống sót sau các đợt khủng bố đều phải nằm im, hoặc vượt biên sang Trung Quốc, Xiêm La, Lào để mưu tính kế lâu dài.
Cuối năm 1910, Phan Bội Châu chuyển một đại bộ phận hội viên (trong đó có khoảng 50 thanh niên) ở Quảng Đông về xây dựng căn cứ địa ở Bạn Thầm (Xiêm La). Tại đây, họ cùng nhau cày cấy, học tập và luyện tập võ nghệ để chuẩn bị cho một kế hoạch phục quốc sau này.
Thượng tuần tháng 5 năm Nhâm Tý (tháng 6 năm 1912), trong cuộc "Đại hội nghị" tại từ đường nhà Lưu Vĩnh Phúc ở Quảng Đông (Trung Quốc), có đông đủ đại biểu khắp ba kỳ đã quyết định giải tán Duy Tân hội và thành lập Việt Nam Quang phục Hội, tức thay đổi tôn chỉ từ chủ nghĩa quân chủ sang chủ nghĩa dân chủ để đánh đuổi quân Pháp, khôi phục Việt Nam, thành lập nước Cộng hòa Dân quốc kiến lập Việt Nam, đáp ứng tình hình chuyển biến mới trên trường quốc tế.

### Hoạt động ở Trung Quốc
Mặc dù thay đổi tôn chỉ nhưng Phan Bội Châu vẫn duy trì Kỳ Ngoại hầu Cường Để trong vai trò Chủ tịch Chính phủ lâm thời Việt Nam Quang phục Hội, nhằm tranh thủ sự ủng hộ của nhân dân trong nước.

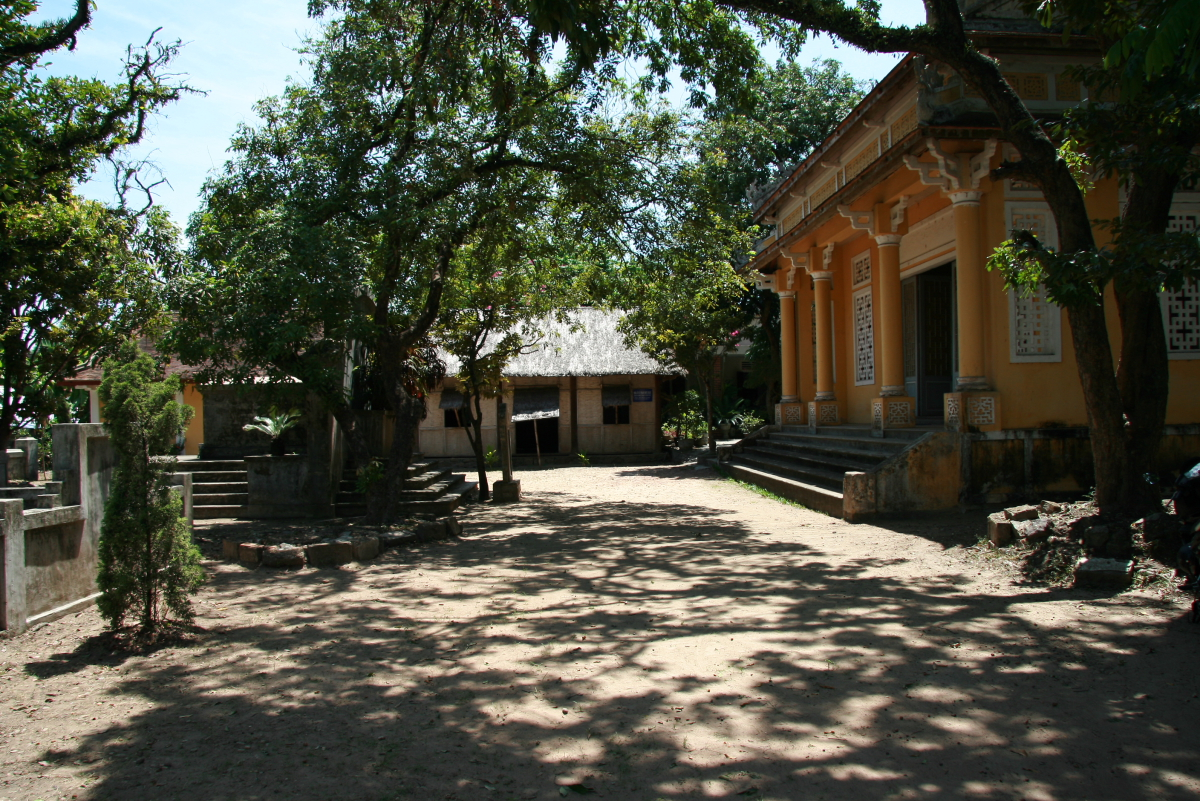
Căn nhà tranh là nơi ở của ông già Bến Ngự

Sau đó, Việt Nam Quang phục Hội cử một số hội viên về nước để trừ khử một vài viên chức Pháp và cộng sự đắc lực của họ, nhằm "đánh thức đồng bào", "kêu gọi hồn nước". Các cuộc bạo động bằng tạc đạn tuy xảy ra lẻ tẻ nhưng vẫn khuấy động được dư luận trong và ngoài nước, làm nhà cầm quyền Pháp tăng cường khủng bố, khiến nhiều người bị bắt và bị giết. Bị kết tội chủ mưu, Phan Bội Châu và Cường Để bị thực dân Pháp cùng với Nam triều kết án tử hình vắng mặt.
Năm 1913, thực dân Pháp cử người đến Quảng Đông "mặc cả" với Tổng đốc Long Tế Quang yêu cầu bắt Phan Bội Châu và các yếu nhân của hội. Ngày 24 tháng 12 năm 1913, Phan Bội Châu bị bắt. Nhưng nhờ Nguyễn Thượng Hiền, lúc bấy giờ đang ở Bắc Kinh, vận động nên Long Tế Quang không thể giao nộp ông cho Pháp mà chỉ đưa giam vào nhà tù Quảng Đông, mãi đến tháng 2 năm 1917, ông mới được giải thoát.
Ra tù, Phan Bội Châu lại tiếp tục hoạt động cách mạng. Năm 1922, phỏng theo Trung Quốc Quốc dân Đảng của Tôn Trung Sơn, ông định cải tổ Việt Nam Quang phục Hội thành Việt Nam Quốc dân Đảng. Được Nguyễn Ái Quốc (lúc này đang làm Ủy viên Đông phương bộ, phụ trách Cục phương Nam của Quốc tế cộng sản) góp ý, Phan Bội Châu định thay đổi đường lối theo hướng xã hội chủ nghĩa, nhưng chưa kịp cải tổ thì ông bị bắt cóc ngày 30 tháng 6 năm 1925.

## Phan Bội Châu và phong trào cộng sản
Đại tướng Võ Nguyên Giáp nói chuyện trong lễ kỷ niệm 130 năm ngày sinh của Phan Bội Châu tại Hà Nội ngày 26 tháng 12 năm 1997, đã cho biết trong nhà của Phan Bội Châu có treo ở giữa tấm ảnh của Lê-nin. Trước đó từ lâu khi còn ở Trung Quốc, Phan Bội Châu còn viết một cuốn tiểu sử Lê-nin.
Trung tướng Phạm Hồng Cư, bạn thân (và là em cọc chèo) của Đại tướng Võ Nguyên Giáp, trong sách Đại tướng Võ Nguyên Giáp thời trẻ cộng tác với phu nhân của Đại tướng Võ Nguyên Giáp là bà Đặng Bích Hà, đã kể lại thời kỳ thiếu niên của Đại tướng Võ Nguyên Giáp khi thăm "ông già Bến Ngự" đang bị Pháp giam lỏng tại Huế, trong nhà Phan Bội Châu treo ba bức ảnh: Thích-ca Mâu-ni, Tôn Trung Sơn, Lê-nin. Ba bức ảnh này nói lên phần nào quan điểm triết học và chính trị của ông.
Trong hồi ký Ngôi nhà Bến Ngự và con đò sông Hương, nhà báo Tạ Quang Đạm (em giáo sư Tạ Quang Bửu), người đã sống chung với Phan Bội Châu một năm (để học chữ Hán và làm thư ký cho ông), sau khi Phan Bội Châu an trí tại căn nhà tranh đầu dốc Bến Ngự (Huế), đã kể lại rằng trên tường căn nhà tranh 3 gian - nơi ở và cũng là nơi ông dạy học - có treo nhiều tranh ảnh, trong đó ấn tượng nhất là bức chân dung Lê-nin được treo trang trọng trên bức tường mặt trước gần sát trần nhà. Có lẽ là một bức họa vẽ theo một bức tượng kiểu huy hiệu. Dưới chân dung có hai chữ Hán: Liệt Ninh (Lê-nin).
Giáo sư sử học Nguyễn Thế Anh, hiện sống tại Pháp, cho biết, ông không tìm thấy bằng chứng rằng Phan Bội Châu có xu hướng ủng hộ phong trào cộng sản. Nhất là khi, theo ý ông, tờ báo Tiếng Dân của cụ Huỳnh Thúc Kháng mà Phan Bội Châu có cộng tác đã lên án cách thức tiêu diệt trí thức của phong trào Xô Viết Nghệ Tĩnh.
Giáo sư Nguyễn Đình Chú thì cho biết Phan Bội Châu đón nhận học thuyết Marx từ tư cách nhà văn hóa hơn là nhà chính trị. Phan Bội Châu vừa ca ngợi Marx, Lê-nin, vừa ca ngợi Khổng, Mạnh, Tôn Trung Sơn, Gandhi, Rousseau, Montesquieu. Phan Bội Châu từng viết quyển sách hơn 50 trang Xã hội chủ nghĩa trong thời gian 1928-1934 để giới thiệu chủ nghĩa Marx, giới thiệu nội dung chủ yếu của học thuyết Marxist như: thặng dư giá trị, giai cấp đấu tranh, lao động chuyên chính, kinh tế học, phương pháp xã hội cách mạng, tư bản luận. Phan Bội Châu đã kết luận: "Ở trong các nhà xã hội học, ông (Marx) thật đáng là một vị tiên sư, sở dĩ chúng ta nghiên cứu xã hội chủ nghĩa, chỉ cần nghiên cứu Mã Khắc Tư (Marx) chủ nghĩa là xong rồi". Phan Bội Châu còn viết "Lược truyện Liệt Ninh, vĩ nhân của nước Nga đỏ" viết in trên Binh sự tạp chí, Hàng Châu, Trung Quốc năm 1921.

### Phan Bội Châu và Nguyễn Ái Quốc
Tại vùng Nghệ Tĩnh, người ta đã lưu truyền những câu sấm của Trạng Trình như sau: "Đụn Sơn phân giải/ Bò Đái thất thanh/ Thủy đáo Lam thành/ Nam Đàn sinh thánh" (Khi núi Đụn chẻ đôi, khe Bò Đái mất tiếng, sông Lam khoét vào chân núi Lam Thành, đất Nam Đàn sẽ sinh ra bậc thánh nhân). Sau phong trào Xô viết Nghệ Tĩnh, câu sấm này được nhắc lại và bàn tán. Lúc đó, khe Bò Đái cũng đã ngừng chảy, tiếng suối chảy ở khe không còn nghe được nữa, do đó người dân càng tin và chờ đợi. Trong một cuộc gặp giữa Phan Bội Châu (lúc này đã bị Pháp bắt và quản thúc) với Đào Duy Anh và nhà nho Trần Lê Hữu, ông Hữu có hỏi: "Thưa cụ Phan, "Bò Đái thất thanh, Nam Đàn sinh thánh" chẳng phải là cụ hay sao? Cụ còn thất bại nữa là người khác!" Phan Bội Châu đáp: "Kể cái nghề cử tử xưa kia tôi cũng có tiếng thật. Dân ta thường có thói trọng người văn học và gán cho người ta tiếng nọ tiếng kia. Nhưng nếu Nam Đàn có thánh thực thì chính là ông Nguyễn Ái Quốc chứ chẳng phải ai khác".

### Bị Pháp bắt và an trí

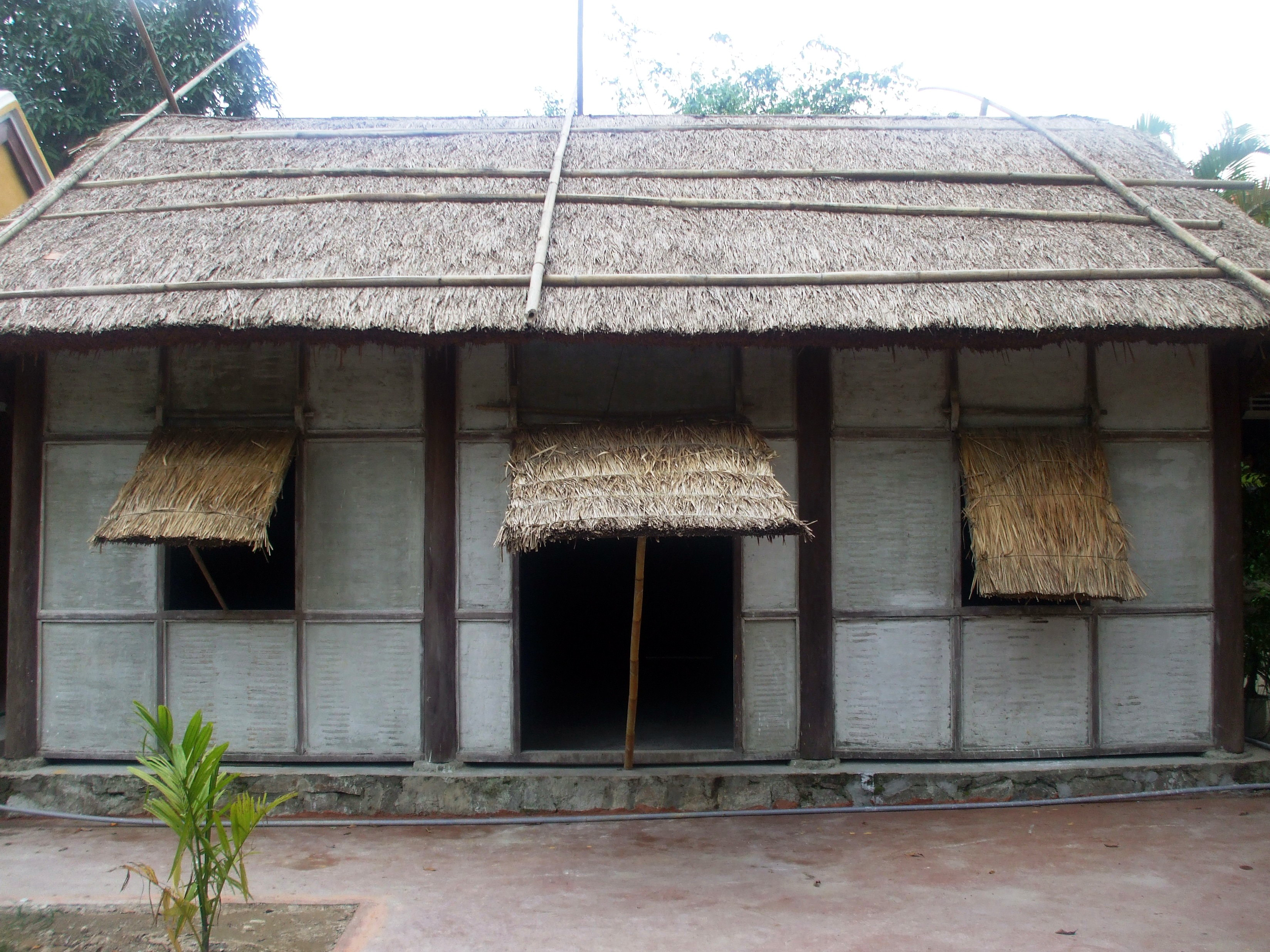
Nơi an trí Ông già Bến Ngự vào những năm cuối đời

Ngày 30 tháng 6 năm 1925, ông bị thực dân Pháp bắt cóc tại Thượng Hải giải về nước xử án tù chung thân, mặc dù trước đó (1912) ông đã bị đối phương kết án vắng mặt. Trước phong trào đấu tranh của nhân dân cả nước đòi thả Phan Bội Châu, và nhờ sự can thiệp của Toàn quyền Varenne, ông được về an trí tại Bến Ngự (Huế). Trong 15 năm cuối đời, ông (lúc bấy giờ được gọi là Ông già Bến Ngự) vẫn giữ trọn phẩm cách cao khiết, không ngừng tuyên truyền tinh thần yêu nước bằng văn thơ, nên rất được nhân dân yếu mến.
Phan Bội Châu mất ngày 29 tháng 12 năm 1940 tại Huế.

## Tưởng niệm và vinh danh
Hiện tên ông đã được đặt cho nhiều trường học và nhiều con đường trên cả nước, trong đó có trường chuyên của tỉnh Nghệ An và một con phố lớn tại Hà Nội, Hạ Long.
Tại Huế, khu di tích, tưởng niệm Phan Bội Châu tọa lạc trên con đường cùng tên (119 Phan Bội Châu, Thành phố Huế, tỉnh Thừa Thiên Huế). Lăng mộ cùng với mái nhà tranh nhỏ nơi cụ từng sống, cách nhau chỉ vài bước chân.
Đặc biệt bên cạnh lăng mộ cụ có sáu tấm bia mộ hai con chó được chính tay Phan Bội Châu dựng lên. Trong thời gian sống tại Huế, Phan Bội Châu có nuôi hai con chó đặt tên là Ky và Vá, khi nó mất Phan Bội Châu đã lập mộ cho chúng. Con Vá mất ngày 21 tháng 5 năm Giáp Tuất (1934) và con Ky vào năm Đinh Sửu (1937). Trong những sáng tác văn thơ ông cũng có bài viết về lòng trung thành và dành nhiều tình cảm cho hai con vật này. Tờ Trung kỳ tuần báo số 14, ngày 15 tháng 4 năm 1936, Phan Bội Châu có bài viết về con Vá với nghĩa dũng sâu sắc.

### Tác phẩm về cách mạng Việt Nam
- Việt Nam Quốc sử khảo (1909)

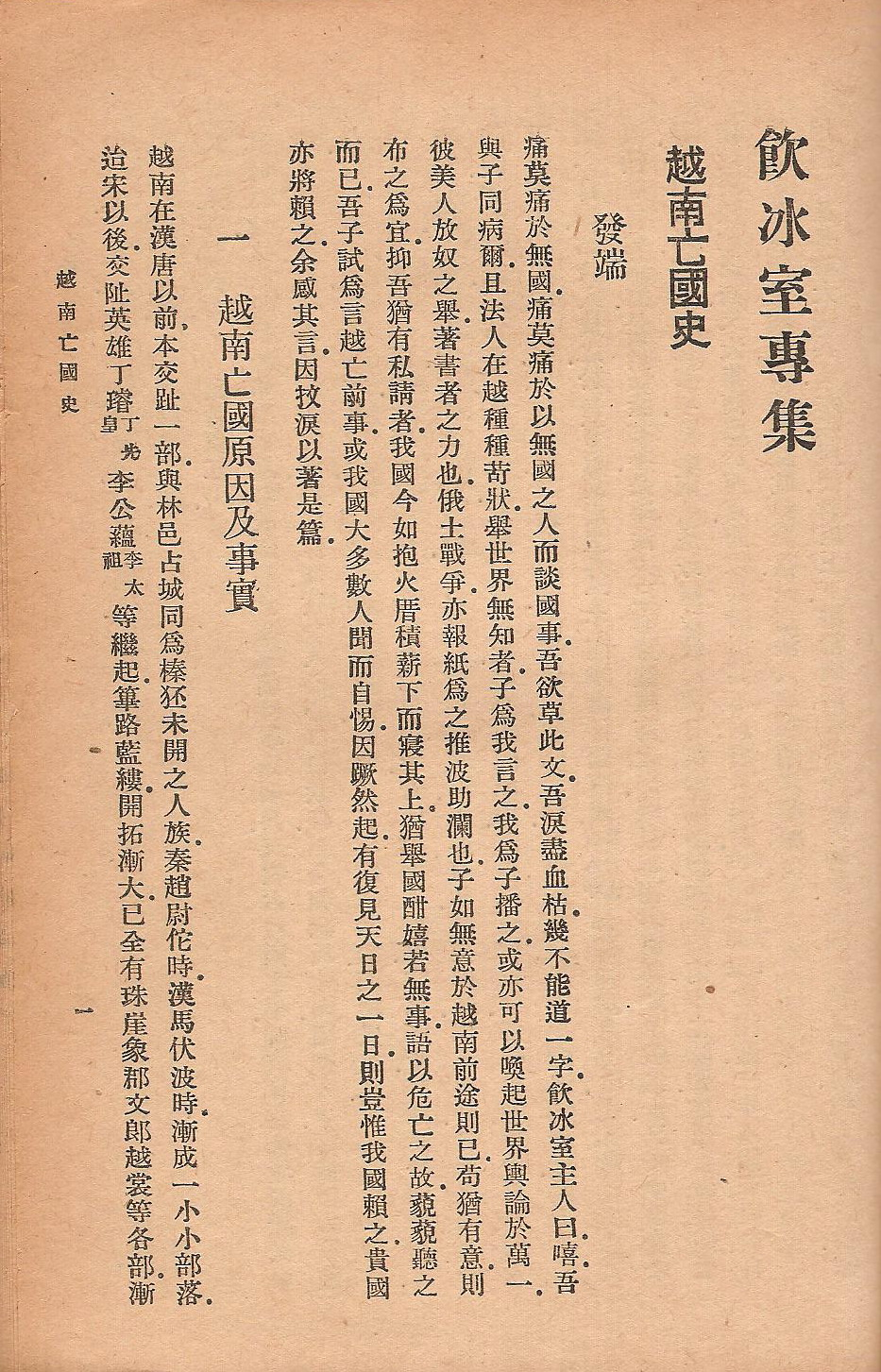
Việt Nam vong quốc sử trong Ẩm băng thất chuyên tập

- Ngục Trung Thư (1913) – Sài Gòn, Nhà xuất bản Tân Việt, 1950
- Lưu Cầu Huyết Lệ Tân Thư (19??)
- Việt Nam vong quốc sử (1905)
- Việt Nam Quốc sử bình diễn ca (1927)
- Cao đẳng Quốc Dân Di Cảo – Huế, Nhà xuất bản Anh-Minh, 1957
- Chủng diệt dự ngôn – Hà Nội, Nhà xuất bản Khoa học xã hội, 1991
- Tân Việt Nam – Hà Nội, Nhà xuất bản Cục lưu trữ nhà nước, 1989
- Thiên Hồ Đế Hồ – Hà Nội, Nhà xuất bản Khoa học xã hội, 1978
- Khuyến quốc dân du học ca
- Hải ngoại huyết thư (1906)
- Dĩ cửu niên lai sở trì chủ nghĩa
- Hà thành liệt sĩ ca
- Truyện Lê Thái Tổ
- Tuồng Trưng nữ vương
- Gia huấn ca
- Giác quần thư
- Nam quốc dân tu tri
- Nữ quốc dân tu tri
- Truyện Chân tướng quân (1917)
- Truyện tái sinh sinh
- Truyện Phạm Hồng Thái

### Tác phẩm biên khảo, thi ca
- Ký niệm lục
- Vấn đề phụ nữ
- Luận lý vấn đáp
- Sào Nam văn tập
- Hậu Trần dật sử – Hà Nội, Nhà xuất bản Văn hóa-thông tin, 1996
- Trùng Quang Tâm Sử - Hà Nội, Nhà xuất bản Văn học, 1971.[22]
- Khổng Học Đăng (19??) – Houston, TX, Nhà xuất bản Xuân Thu, 1986
- Phan Bội Châu Niên Biểu – Sài Gòn, Nhóm nghiên-cứu Sử Địa, 1971
- Phan Bội Châu Toàn Tập – Huế, Nhà xuất bản Thuận hóa: Trung tâm văn hóa ngôn ngữ Đông Tây, 2001

## Nhận xét
Phan Bội Châu chủ trương cầu viện Nhật để giúp đánh đuổi Pháp, bởi ông cho rằng người Nhật cùng là người châu Á "máu đỏ da vàng", có cùng kẻ thù chung với người châu Âu "da trắng tóc vàng". Nhưng thực tế, Đế quốc Nhật Bản là một nước đi theo "chủ nghĩa đế quốc quân phiệt", cũng tích cực bành trướng thuộc địa như thực dân châu Âu. Đến thời điểm đó, Nhật Bản đã xâm chiếm và đô hộ Triều Tiên, và chuẩn bị xâm chiếm Trung Quốc. Do vậy chủ trương của Phan Bội Châu là rất khó thành công, và dù có thành công thì Việt Nam sẽ lại phải đối diện với mối nguy mới từ Nhật Bản. Vì lẽ ấy, Nguyễn Ái Quốc dù khâm phục lòng yêu nước của Phan Bội Châu nhưng nhận xét đường lối của ông giống như "Đuổi hổ cửa trước, rước beo cửa sau".
Đương thời, nhà chí sĩ Phan Châu Trinh đã viết về Phan Bội Châu như sau:
| “                                                                               | Phan Bội Châu nhận hẳn rằng người Pháp quyết không có thiệt lòng khai hóa cho người Nam, nên nói việc khai hóa, trước phải tìm cách đánh đổ chính phủ Pháp, mà muốn đánh đổ chính phủ Pháp, không nhờ cậy thế lực một nước mạnh ngoài, thì tự người Nam không làm gì được. Hiện nay nước mạnh duy có Nhật Bản là nước đồng văn đồng chủng nên cầu viện với Nhật Bản... Tôi bác cái thuyết trên của Sào Quân, lấy lẽ rằng, người nước Nam chui rúc dưới chính thể chuyên chế đã trên ngàn năm, chưa có tư cách quốc dân độc lập, dẫu có cậy sức nước ngoài, chỉ diễn cái trò "đổi chủ làm đầy tớ thứ hai", không có ích gì. Vả lại, nước Pháp là một nước làm tiền đạo văn minh cả hoàn cầu, nay hiện bảo hộ nước ta, mình nhân đó mà học theo, chuyên dụng tâm về mặt khai trí trị sinh các việc thực dụng. Dân trí đã mở, trình độ một ngày một cao tức là cái nền độc lập ngày sau ở đấy. Còn theo chính kiến "cậy sức nước ngoài" thì nó quanh co khúc chiết, mình không tự lập, ai là kẻ cứu mình, Triều Tiên, Đài Loan, cái gương rõ ràng, người Nhật chắc gì hơn người Pháp... Sào Quân không nghe, cũng không nhận là phải, phủi áo ra đi, làm theo ý kiến mình. | ” |
| — Phan Châu Trinh, Cuộc nói chuyện với quan Thống soái Sài Gòn trên đảo Côn Lôn | |   |

| “                                                           | Phan Bội Châu là người rất có chí khí, có nghị lực, nhẫn nhục, dám làm; có điều tin vào thì không chịu bỏ, dẫu có sấm sét cũng không đổi. Nay sĩ phu khắp nước chưa ai có thể ví với ông ấy. Tiếc thay học thuật không rành, thời thế không rõ, thích dùng quyền thuật, tự dối mình dối người, ngoan cố không đổi. Lớn lời không ai bì, hãm quốc dân vào đất chết, cam chịu tiếng ác mà không tự biết. Tuy nhiên ông ấy vừa hiêu hiêu tự cho là người yêu quốc dân, từ nay về sau ông ấy càng hăng hái nói ra... Chủ nghĩa phục thù cực đoan mà Phan Bội Châu chủ trương thật là hết sức sai lầm, chỉ hãm quốc dân vào chỗ chết, không hợp thời thế, không sát với lý luận... Bởi vì ông ấy là người đại biểu cho thói quen trên lịch sử ngàn năm của dân tộc nước Nam. Không biết chân tướng của người nước Nam, xem ông ấy thì biết được. Dân nước Nam rất giàu tính bài ngoại, thì bài ngoại của ông ấy đến chỗ cực đoan. Người nước Nam rất thích dựa người ngoài, ông ấy lại ỷ ngoại đến chỗ cực đoan. Dân Nam rất thiếu tính tự lập, ông ấy lại càng hơn nữa. Tính chất, trình độ của ông ấy đều cùng hợp với tính chất, trình độ của quốc dân. Cho nên nhân chỗ hơn chỗ kém của quốc dân mà lợi dụng; đó là điều mà thầy thuốc gọi là thuật tắc nhân tắc dụng. Cho nên điều mà ông ấy lo, là quốc dân oán nước Pháp không sâu. Những sách ông ấy viết ra, không bàn thời thế, không nói lợi hại, dựa vào chỗ không mà biên soạn, tự dối mình, dối người. Nói tóm lại, đều là kêu gọi lòng thù ghét của quốc dân mà thôi. Đợi đến khi lòng thù ghét đã sâu, phản loạn nổi lên bốn phía, ông ấy mới nhân đó mà vào, để thỏa cái lòng phá hoại. Không phải là không biết cách mệnh không thể làm, nhưng lợi dụng cái ngu của dân - tức tính bài ngoại, không làm thì không chịu. Không phải là không biết Nhật Bản chẳng làm gì được, nhưng lợi dụng cái yếu của dân - tức tính ỷ ngoại, không làm thì không chịu. Mà quốc dân sở dĩ mù quáng nghe theo chạy theo, đến chết chưa tỉnh, ấy là vì tính chất gần nhau, cho nên thâm nhập khá sâu... Đó là ý kiến và thủ đoạn của Phan Bội Châu mà thôi. Cho nên người không biết ông ấy thì bảo đó là người hết sức ngu lầm, chứ không biết ông ấy lợi dụng cái ngu của quốc dân để khoe trí mình, lợi dụng chỗ kém của quốc dân để làm rõ cái hay của mình. Than ôi! Không biết cái ngu cái kém mà làm thì cũng có thể thứ cho. Biết cái ngu, cái kém, cái không địch lại mà cứ muốn lợi dụng để thực hành chí mình thì ta không biết ông ấy đã cư xử theo cách nào. | ” |
| — Phan Châu Trinh, Pháp Việt liên hiệp hậu chi tân Việt Nam | |   |

Lúc bấy giờ, Phan Bội Châu cũng đã được một luật sư người Pháp tên là Bona ca ngợi rằng: 
Cụ Phan (Phan Bội Châu) là người quả không hổ là kẻ ái quốc, ái quân chân chính. Dầu tôi là người Pháp, đối với cụ Phan tôi cũng phải ngưỡng mộ. Tôi ngưỡng mộ là ngưỡng mộ cái thân thế quang minh, cái tinh thần cao thượng, cái nghị lực bất di, bất khuất đã chứng tỏ ra trong việc làm của cụ.
Tôn Quang Phiệt nhận xét về chủ trương bạo động của Phan Bội Châu như sau:
Phan Chu Trinh hô hào: Không bạo động, bạo động là chết… Phan Chu Trinh đã muốn thực hiện chương trình khai dân trí, xướng dân quyền của dân mình; dân đã khôn ngoan tiến bộ về mọi mặt, đã biết dùng quyền của mình thì mới có thể độc lập được. Tuy nhiên, cứ lấy tư cách một người thân sĩ chân không mà hô hào cải lương thì làm sao mà được toàn dân hưởng ứng, toàn dân thực hiện được; mà toàn dân không hưởng ứng, không thực hiện, thì cải lương với ai?
Cả hai phái bạo động và cải lương đều thất bại, vì lúc đó nước ta chưa đủ điều kiện chủ quan và khách quan để đuổi được ngoại xâm giành được độc lập. Tuy nhiên, cách mạng võ trang của Phan Bội Châu được người sau noi theo và đã thành công. Các nhà hoạt động cách mạng thường nói "thất bại là mẹ thành công", trường hợp này rất đúng. Còn chủ trương cải lương của Phan Chu Trinh thì bị thất bại và bị phá sản luôn, sau Phan Chu Trinh những nhà chân chính ái quốc của nước ta không ai đi theo con đường ấy nữa.
Gần đây, trong sách Đại cương cương lịch sử Việt Nam (xuất bản 2006) đã có đoạn viết:
Theo Phan Bội Châu, chỉ có con đường vũ trang bạo động...Đây là con đường đúng đắn nhất. Tuy nhiên, ông thất bại là vì "không có lực lượng bên trong mà chỉ ỉ lại vào người ngoài thì thật là khó", "ỉ lại vào người thì không thể thành công được" (trích Niên biểu)... Những lời tự phê phán của ông thật sự nghiêm khắc mà cũng vô cùng chính xác!... Mặc dù không giành được thắng lợi, nhưng đường lối bạo động cách mạng đó đã phát động mạnh mẽ tinh thần yêu nước, giải phóng dân tộc của nhân dân Việt. Đó là cống hiến lớn lao của Phan Bội Châu và các tổ chức của ông...

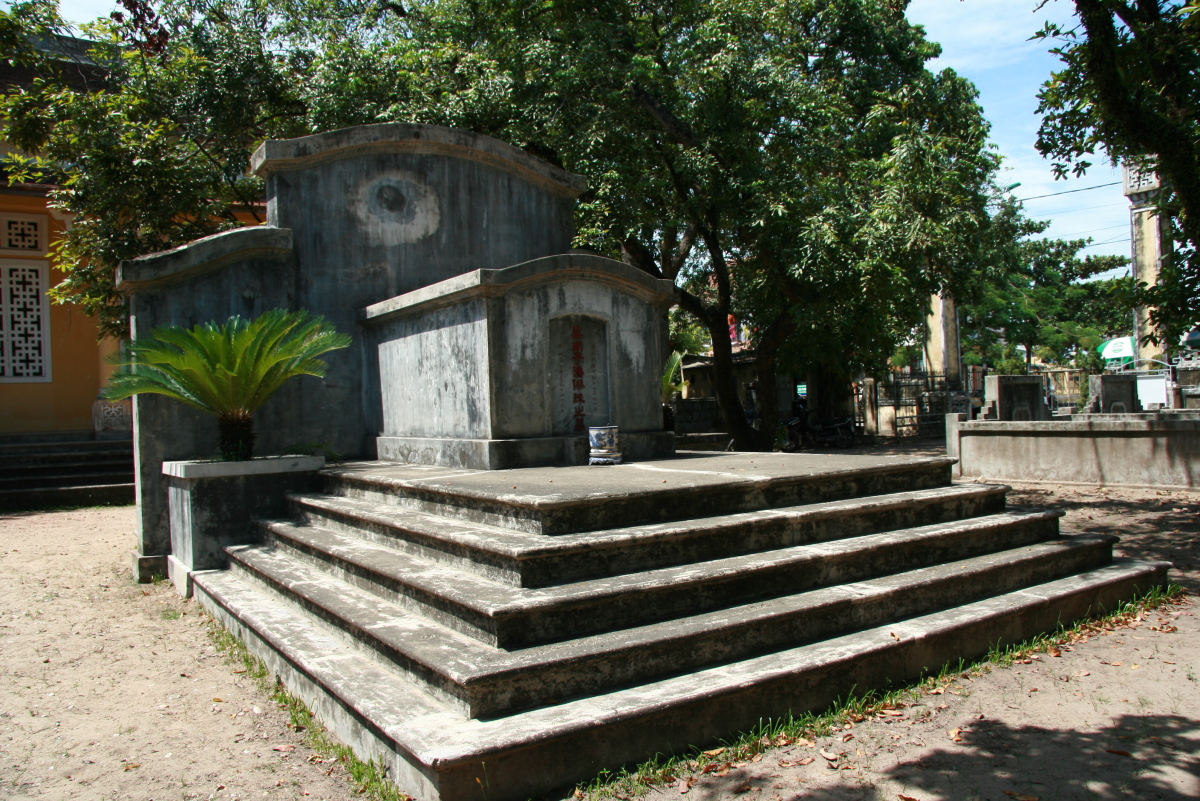
Mộ Phan Bội Châu

Ngoài sự nghiệp cách mạng, ông còn viết rất nhiều sách báo, và đã được phổ biến sâu rộng trong nhân dân. Trong Từ điển văn học (bộ mới xuất bản 2004), sau khi giới thiệu về ông và sự nghiệp văn chương của ông, cũng đã kết luận rằng:
Trong lịch sử văn học Việt Nam không dễ gì có nhiều văn chương có sức lay động quần chúng đứng lên đấu tranh cách mạng lớn lao như văn chương của Phan Bội Châu. Ngày nay trong văn chương đó, về tư tưởng và quan niệm, có thể điểm này điểm khác không còn phù hợp, nhưng trái tim chan chứa nhiệt huyết của tác giả vẫn còn nguyên giá trị. Ông là một trong số những nhà văn lớn của văn học Việt Nam trong nửa đầu thế kỷ 20.